# Kunstmuseum Reutlingen
Das Kunstmuseum Reutlingen zählt zu den bedeutendsten kommunalen Museen für moderne und zeitgenössische Kunst im Südwesten Deutschlands. Der Sammlungsschwerpunkt des Kunstmuseum Reutlingen | Spendhaus liegt auf dem künstlerischen Hochdruck und Holzschnitt vom 19. Jahrhundert bis in die Gegenwart und ist im historischen Fachwerkgebäude Spendhaus untergebracht. Das Kunstmuseum Reutlingen | konkret zeigt am Standort Wandel-Hallen konkrete, konstruktive und konzeptuelle Kunst. Im Untergeschoss der Wandel-Hallen befindet sich zudem das Kunstmuseum Reutlingen | Galerie, ein Raum, der sich durch außergewöhnliche Architektur auszeichnet und experimentelle Ausstellungsformate ermöglicht.

## Gebäude
Das Kunstmuseum Reutlingen hat zwei zentral gelegene Standorte, die fußläufig voneinander rund fünf Minuten entfernt sind.

### Spendhaus
Seit einer umfassenden Renovierung 1989 beherbergt der Fachwerkbau aus dem Jahr 1518 das Kunstmuseum Reutlingen | Spendhaus. Bis ins 19. Jahrhundert war das Gebäude als Lagerhaus genutzt worden, später waren darin eine Webschule, die Stadtbibliothek und das Heimatmuseum untergebracht. Das Spendhaus zählt zu den wenigen Bauten, die den großen Stadtbrand 1726 unbeschadet überstanden haben.

### Wandel-Hallen
Die Wandel-Hallen sind ein historischer Gebäudekomplex aus dem 19. Jahrhundert, der bis zur Mitte des 20. Jahrhunderts Fertigungsstätte der Metalltuch- und Maschinenfabrik Christian Wandel war. Aus dem ehemaligen repräsentativen Etagenbau mit Shedhalle ist unter dem Namen Wandel-Hallen ein bedeutender Kulturstandort entstanden. Unter einem Dach sind hier das Kunstmuseum Reutlingen | konkret und | Galerie, der Reutlinger Kunstverein sowie im benachbarte Gebäudeteil das Industriemagazin untergebracht.

## Sammlungen
Mit dem Holzschnitt im 20. Jahrhundert und der Sammlung konkrete Kunst weist die Städtische Kunstsammlung zwei Schwerpunkte aus.
Die Städtische Kunstsammlung wurde 1954 durch die Schenkung des Kunstsammlers Ernst Ziegler an die Stadt Reutlingen begründet. Diese umfasst ein Konvolut von über 2000 Zeichnungen, Druckgrafiken und Gemälden und legte den Grundstock. Ergänzt wurden diese Arbeiten um Werke aus allen Schaffensphasen des Reutlinger Holzschneiders HAP Grieshaber (1909–1981). Auch der ebenfalls in Reutlingen wirkende Holzschneider Wilhelm Laage (1868–1930) ist mit zahlreichen Werken in der Sammlung vertreten. Die innovative Auseinandersetzung der beiden Künstler mit dem künstlerischen Medium leistete einen bedeutenden Beitrag zur Entwicklung diesees Genres in der modernen Kunst.

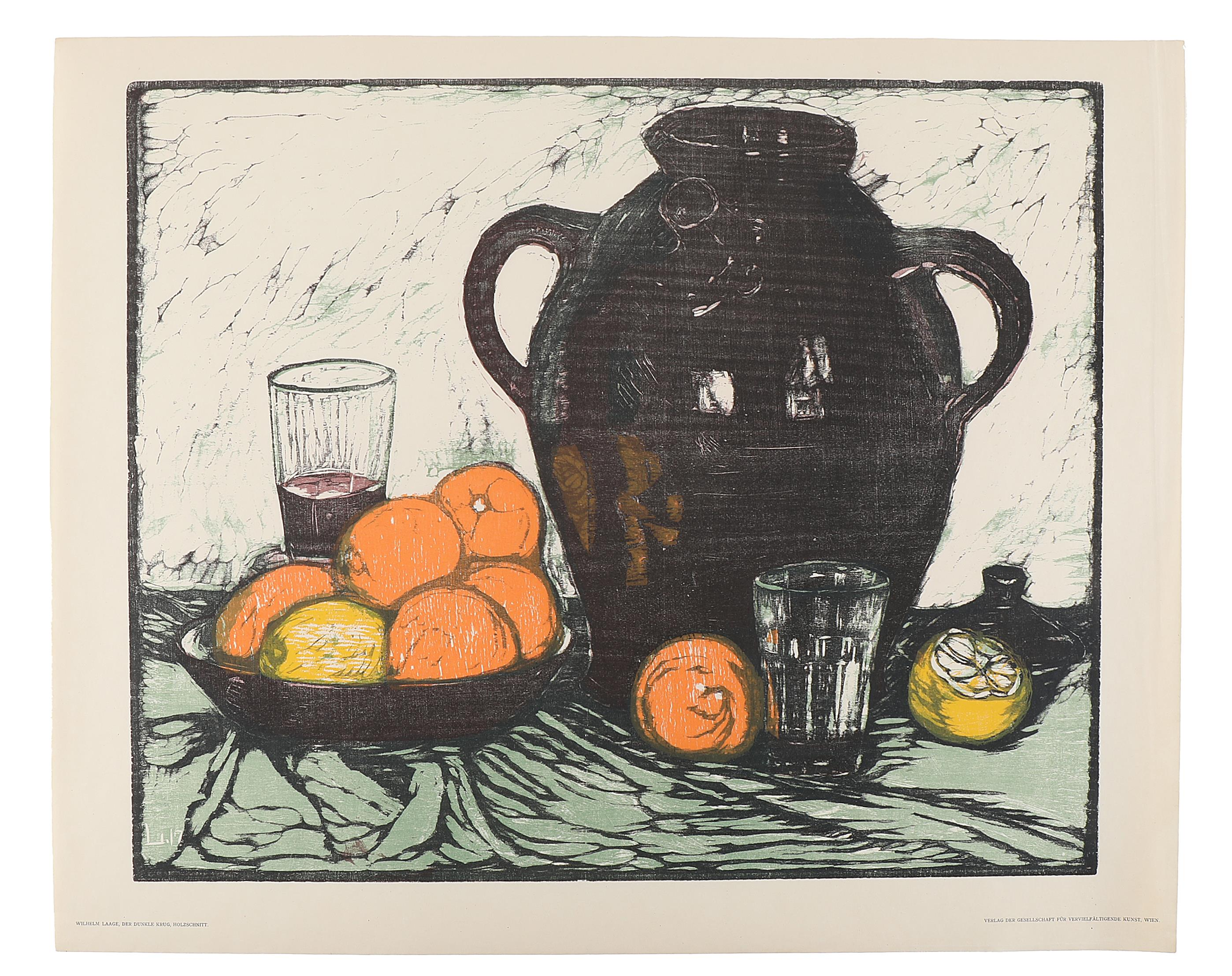
Wilhelm Laage: Der dunkle Krug, 1917, Farbholzschnitt
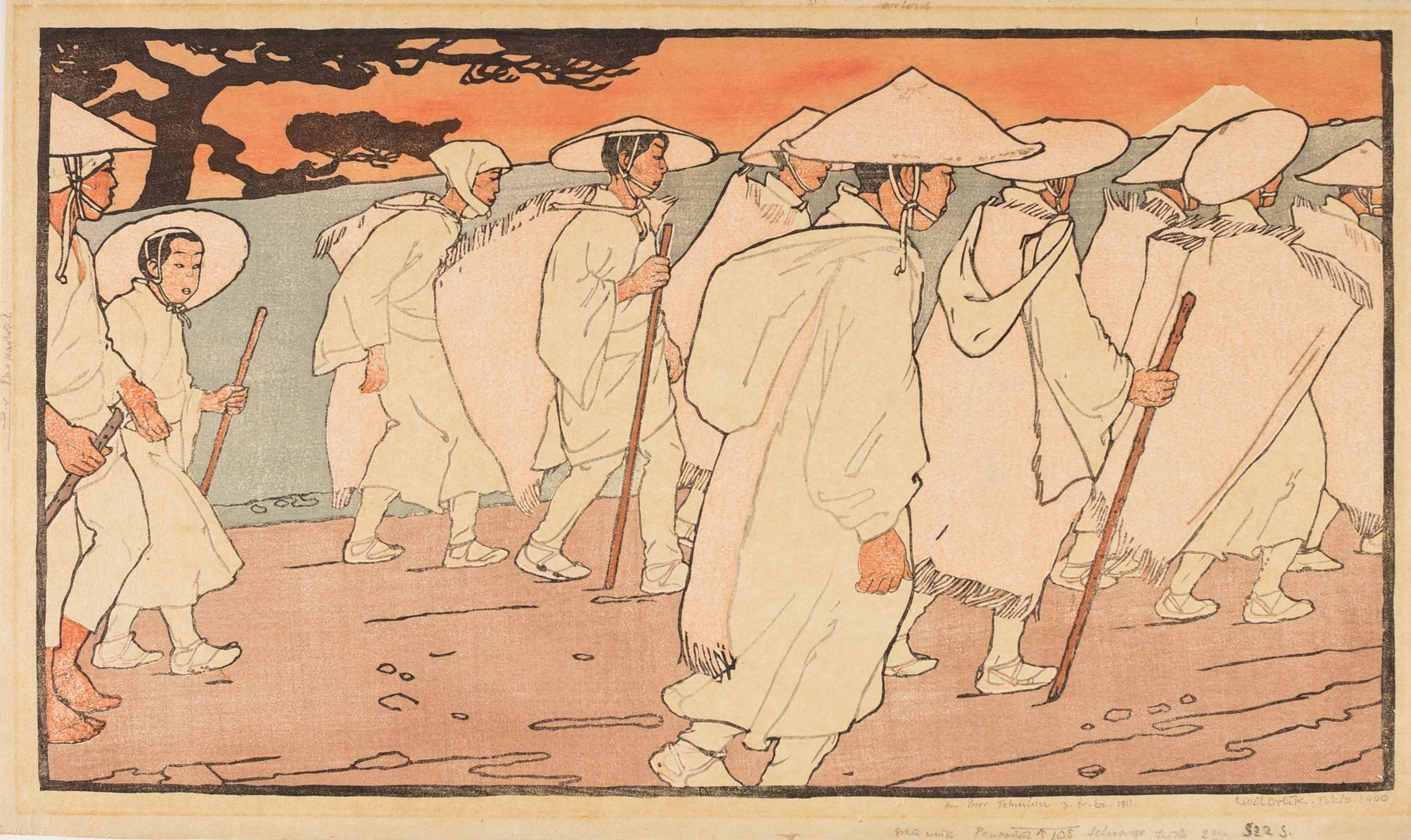
Emil Orlik: Japanische Pilger auf dem Weg zum Fujiyama, 1900, Farbholzschnitt

Anfang der 1980er Jahre stand lediglich die oberste Etage im Spendhaus für die Präsentation der Sammlung zur Verfügung. Das Spendhaus wurde am Ende der 1980er Jahre umgebaut, um die Räumlichkeiten an einen Museumsbetrieb anzupassen und zugleich das frühneuzeitliche Bauwerk mit seinem unverkennbaren Balkenwerk zu erhalten. 1989 fand die Eröffnung als Städtisches Kunstmuseum Reutlingen Spendhaus statt. Durch systematische Ankäufe und viele bedeutende Stiftungen – beispielsweise 2004 eine beachtliche Holzschnittsammlung des Hamburger Sammlers Peter Kemna – konnte seit den 1980er Jahren eine repräsentative Sammlung zum Hochdruck aufgebaut werden, die auch weiterhin ergänzt wird. Sie umfasst beispielsweise Werke von Georg Baselitz, Peter Behrens, Martha Cuntz, Ernst Ludwig Kirchner, Käthe Kollwitz, Paul Gaugin, Franz Gertsch, Hannah Höch, Jörg Immendorff, Jonathan Meese, Gabriele Münter oder Pablo Picasso. Über die Papierarbeiten hinaus finden sich Druckstöcke, Zeichnungen, Gemälde und Skulpturen in der Sammlung. Neben diesem Sammlungsschwerpunkt obliegt die Betreuung der Kunst im öffentlichen Raum ebenfalls dem Kunstmuseum Reutlingen | Spendhaus.

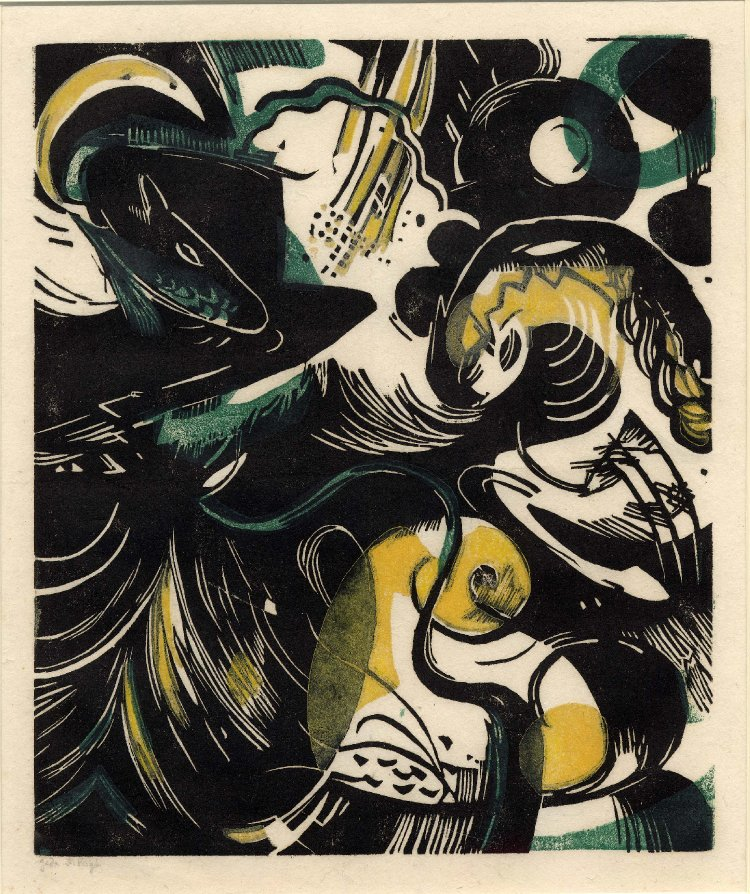
Franz Marc: Schöpfungsgeschichte II, 1914, Farbholzschnitt
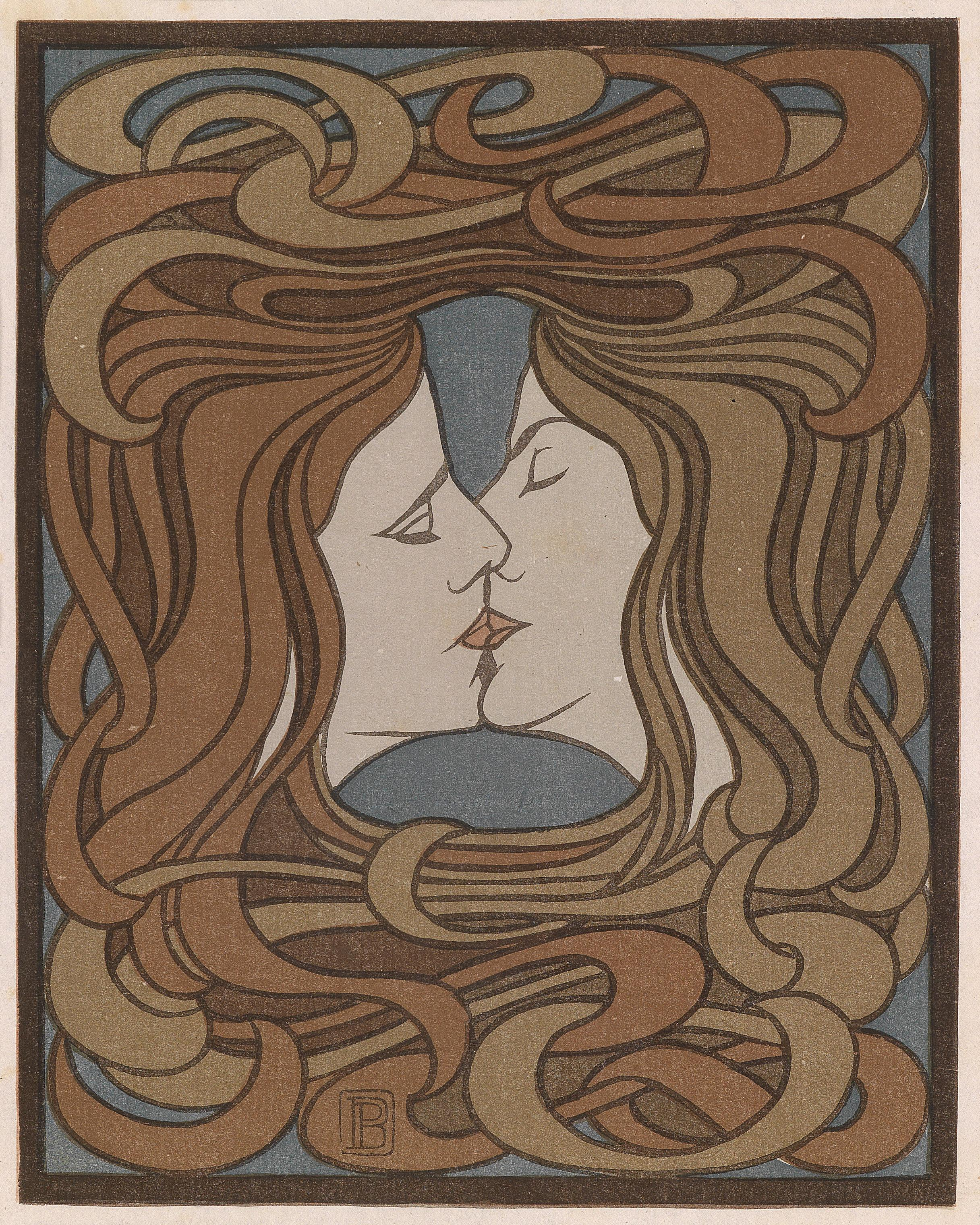
Peter Behrens: Der Kuss, 1898, Farbholzschnitt
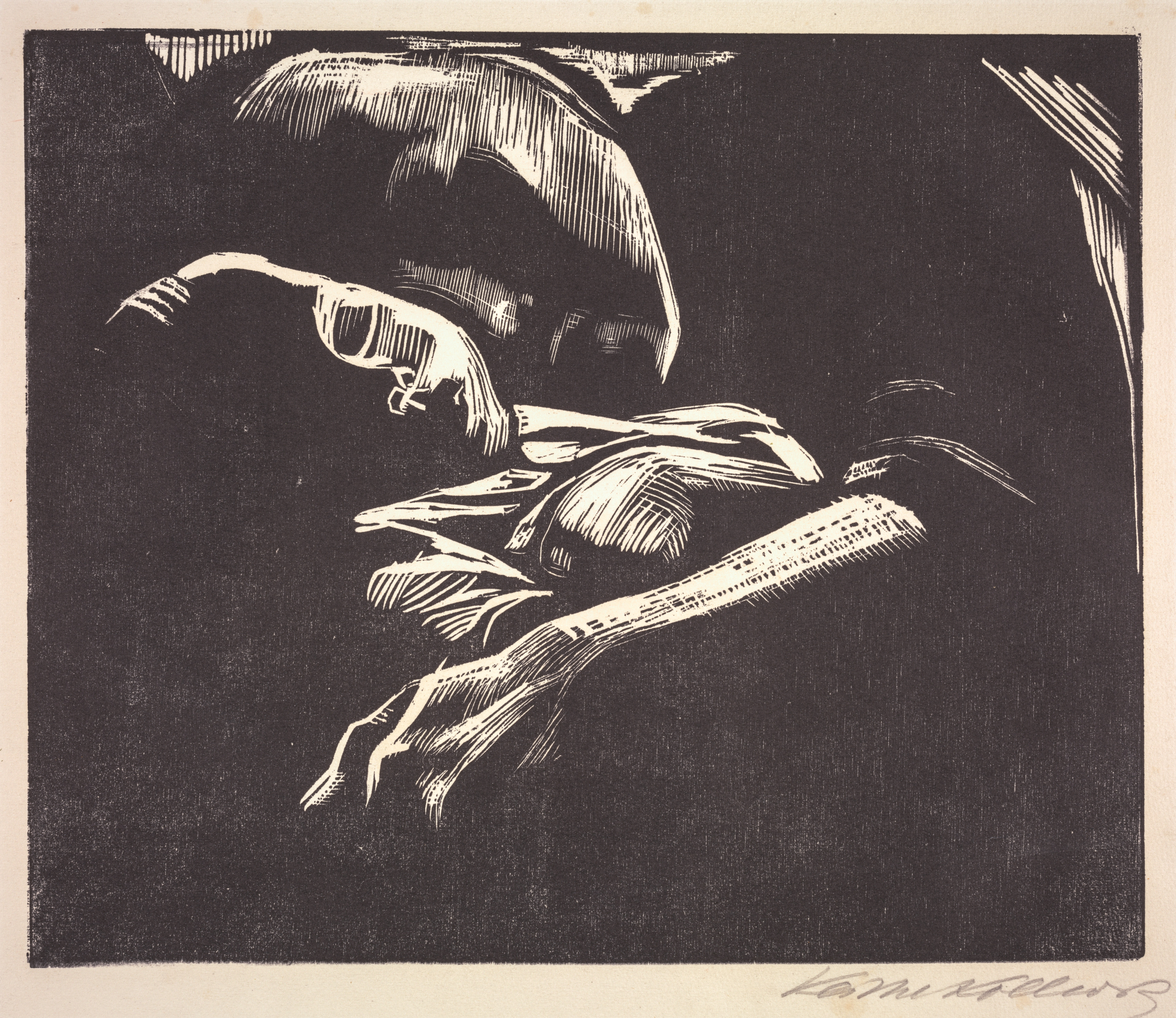
Käthe Kollwitz: Schlafende mit Kind, 1929, Holzschnitt

Die Sammlung des Kunstmuseum Reutlingen | konkret umfasst rund 800 Werke von etwa 150 Künstlerinnen und Künstlern. Die Anzahl der Werke wirkt überschaubar, allerdings bestehen viele aus zahlreichen Einzelteilen, haben außergewöhnliche, raumfüllende Dimensionen oder sind tonnenschwer. Es finden sich Schlüsselwerke unter anderem der konkreten Kunst (Anton Stankowski: System einer Farbharmonie, 1975), des Konstruktivismus (Aurélie Nemours: Le long chemin, 1989), der ZERO-Bewegung (Bernard Aubertin: Le deuxième mur d’Allemagne, 1988–1993), ein Beitrag zur documenta 6 (Klaus Rinke, Ein Grad weniger im Turnus, 1974/77) oder des De-Stijl-Gründers (Georges Vantongerloo). Neben Werkgruppen und bedeutenden Einzelstücken sind die raumspezifischen Werke, die eigens für die Architektur der Wandel-Hallen geschaffen wurden, eine Besonderheit der Sammlung.

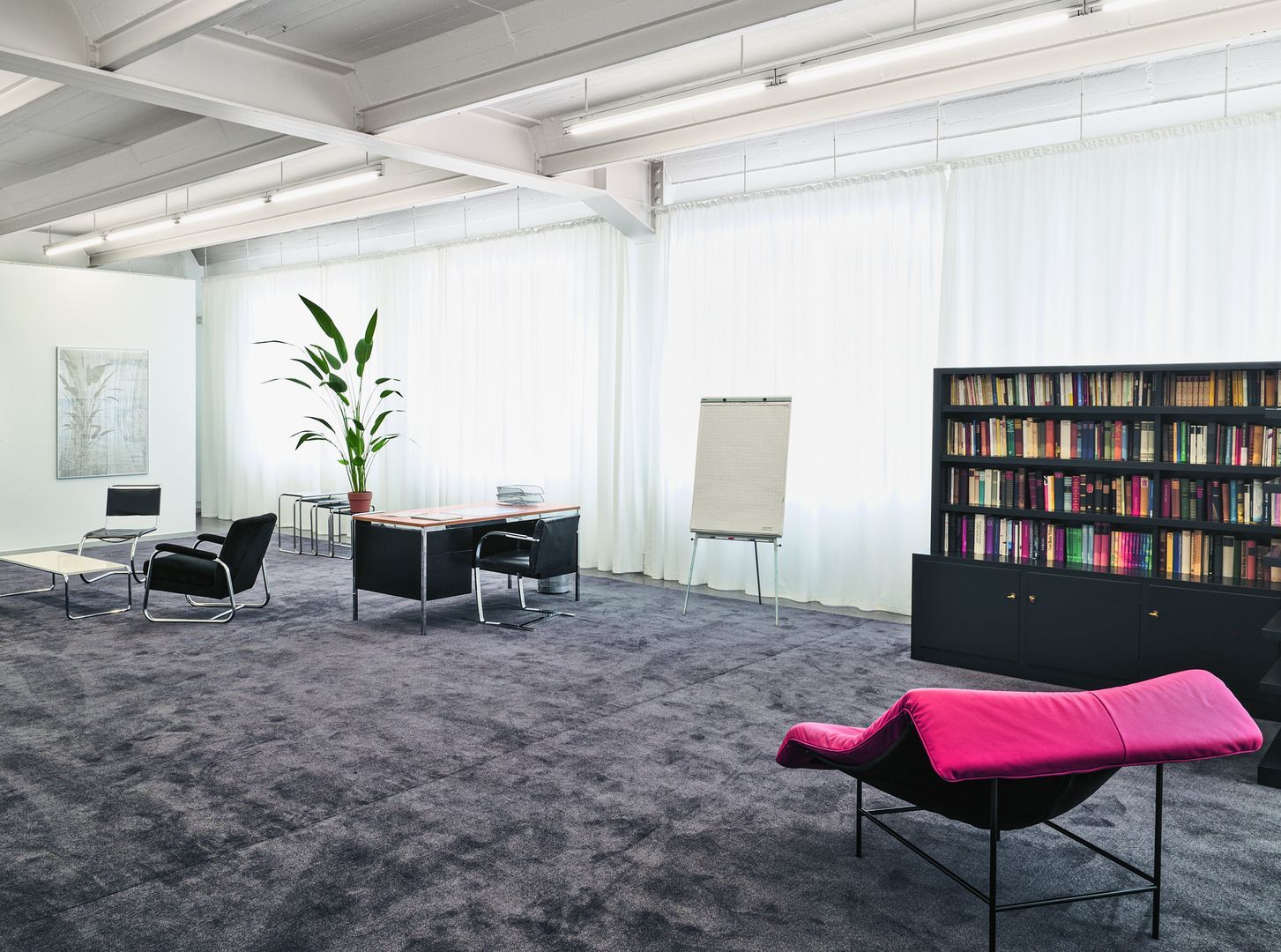

- Raumansicht der Ausstellung Home@Museum im Kunstmuseum Reutlingen | konkret, 2023
- Raumansicht der Ausstellung ''Christian Wulffen: Gegenstände zum gedanklichen Gebrauch'' im Kunstmuseum Reutlingen | konkret, 2025

## Kunstmuseum Reutlingen | Spendhaus
Seit 1989 ist das Spendhaus, ein Fachwerkhaus aus dem 16. Jahrhundert, auf vier Etagen Ausstellungsraum für die Städtische Kunstsammlung der Stadt Reutlingen. Unter dem Dach auf der obersten Etage befindet sich das Baumhaus, ein Kunstvermittlungsraum und Aufenthaltsbereich. Im Gewölbekeller ist eine Kreativwerkstatt mit der originalen Kniehebel-Druckpresse aus dem Atelier des Reutlinger Holzschneiders HAP Grieshaber eingerichtet.

### Ausstellungen
Seit der Eröffnung des Standorts Spendhaus fanden unzählige Sonderausstellungen mit historischen und thematischen Inhalten sowie zeitgenössischen Positionen statt. Auch Sammlungspräsentationen wie Ins Licht. Highlights der Gemäldesammlung (20. Juni 2021 bis 26. März 2023) oder Shine Bright Like a Diamond. Farbholzschnitt im 20. Jahrhundert (14. März bis 29. Juni 2025) sind Teil des Ausstellungsprogramms.
Die Ausstellung Elisa Lohmüller // Daniel von Alkier. Holzschnittförderpreis 2025 (14. März 2025 bis 11. Mai 2025) kann in einem virtuellen Rundgang besucht werden.

### Sonstiges

#### Freundeskreis Kunstmuseum Reutlingen | Spendhaus e. V.
Der Freundeskreis begleitet das Kunstmuseum seit 2004 mit inhaltlichem Engagement und finanziellen Beiträgen, insbesondere für Vermittlung, Ausstellungen und Ankauf. Ein besonderes Anliegen ist die Förderung junger aufstrebender Künstlerinnen und Künstler im Bereich der Druckkunst, wofür 2017 der Holzschnitt-Förderpreis initiiert wurde.

#### XYLON
Die Holzschneidervereinigung Xylon Deutschland e. V. hat seit 1997 ihren Sitz am Kunstmuseum Reutlingen. Die Sammlungsausrichtung des Kunstmuseum Reutlingen | Spendhaus im künstlerischen Hochdruck und Holzschnitt ist ein geeigneter Kooperationspartner für gemeinsame Ausstellungen sowie den Erhalt der Sichtbarkeit und Weiterentwicklung der künstlerischen Technik.

## Kunstmuseum Reutlingen | konkret
Eine umfangreiche Schenkung der Stiftung konkrete Kunst und weiteren ergänzenden Werken aus der Sammlung von Manfred Wandel 2017 an die Stadt Reutlingen begründeten das Kunstmuseum Reutlingen | konkret. Ziel war eine dauerhafte Sicherung und Bewahrung dieser hochkarätigen Sammlungen. Dafür wurden Ausstellungsräume im ehemaligen Fabrikgebäude Wandel-Hallen erschlossen, wo auch die Stiftung seit ihrer Gründung 1989 ihren Sitz hat. Auf rund 900 Quadratmetern Fläche werden wechselnde Ausstellungen gezeigt. 2022 wuchs die Sammlung um weitere 600 Werke durch Schenkung und Erbschaft aus den Sammlungen von Manfred Wandel und Gabriele Kübler. Die Sammlung des Kunstmuseum Reutlingen | konkret gilt als eine der renommiertesten Sammlungen konkreter Kunst im deutschen Raum. Das Kunstmuseum Reutlingen | konkret wird seit 2017 von Holger Kube Ventura geleitet.

### Ausstellungen
Seit der Gründung entwickelt das Kunstmuseum Reutlingen | konkret ein eigenständiges Profil durch thematisch fokussierte Sammlungsausstellungen, Einzelpräsentationen und Gruppenausstellungen international bekannter Künstlerinnen und Künstler. Dabei wird konkrete Kunst zeitgemäß interpretiert und weitergedacht, indem Verbindungen zwischen historischer Sammlung und zeitgenössischer Kunst aufgezeigt werden.
Die Ausstellung Gläserne Härten. Konkrete, generative und sonisch visionäre Kunst 1960–2020, (18. September 2020 bis 11. April 2021) kann in einem virtuellen Rundgang besucht werden.

## Kunstmuseum Reutlingen | Galerie
Die Kunstmuseum Reutlingen | Galerie bietet in einem architektonisch außergewöhnlichen Ambiente, einem längsmittig durch eine Pfeilerreihe getrennt-offenen Raum mit Gewölbebögen, verschiedene Ausstellungs- und Veranstaltungsformate. Künstlerinnen und Künstler können auf den Raum reagieren und schaffen ortsbezogene Werke und Installationen.

## Vermittlung
Mit dem Leitgedanken „Kunst kann mehr“ verfolgt das Kunstmuseum Reutlingen das Ziel, Kunst lebendig und zugänglich für alle Altersgruppen zu machen. Das Angebot reicht von kreativen Workshops, Führungen, Künstlergesprächen, Familien- und Kinderprogrammen bis hin zu inklusiven Angeboten. Im Mittelpunkt steht die Verbindung von Kunstbetrachtung und praktischem Tun, etwa in der Kreativwerkstatt mit der historischen Druckpresse von HAP Grieshaber. Die Bildungsarbeit des Museums wird durch die enge Kooperation mit Bildungseinrichtungen und regionalen Kulturträgern gestärkt. Mit dem Format „Die fahrbare Druckerei“ erweitert das Kunstmuseum Reutlingen seinen Radius und geht ins Stadtviertel, in die Schule, ins Pflegeheim, zum Teambuilding etc. Das Baumhaus ist ein Kunstvermittlungs- und Aufenthaltsort, der während der Öffnungszeiten frei zugänglich ist und jeden zum kreativen Arbeiten, partizipativen Austausch und Verweilen einlädt.

## Förderpreise und Stipendien
Das Kunstmuseum Reutlingen engagiert sich in der Förderung von Künstlerinnen und Künstlern und trägt so zusammen mit weiteren Förderinstitutionen zur Sichtbarkeit und Entwicklung künstlerischer Karrieren bei. Damit leistet es einen Beitrag zur nachhaltigen Unterstützung der zeitgenössischen Kunstszene in Baden-Württemberg und darüber hinaus.

### Jerg-Ratgeb-Preis
Der Jerg-Ratgeb-Preis wurde von HAP Grieshaber und Rolf Szymanski gestiftet und 1977 erstmals verliehen. Er ist nach dem deutschen Maler Jerg Ratgeb (um 1480–1526) benannt, der vor allem durch sein Engagement im Bauernkrieg bekannt wurde, das zu seiner Hinrichtung führte. Seit 1987 verleiht die HAP-Grieshaber-Stiftung zusammen mit dem Kunstmuseum Reutlingen den Preis alle vier Jahre.
Preisträger und Preisträgerinnen seit 2002:
- 2002 Lucian Freud
- 2006 Hartwig Ebersbach

- 2010 Josua Reichert
- 2014 Joannis Avramidis
- 2018 Olaf Metzel
- 2022 Strawalde

### Holzschnitt-Förderpreis
Der Holzschnitt-Förderpreis des Freundeskreises des Kunstmuseum Reutlingen | Spendhaus e.V. wird seit 2017 alle zwei Jahre an junge Künstlerinnen und Künstler verliehen, die sich innovativ mit dem Medium Holzschnitt auseinandersetzen. Die Auszeichnung ist mit 2.500 Euro dotiert und umfasst eine Ausstellung im Kunstmuseum Reutlingen sowie eine Publikation.
Im Jahr 2025 erhielten den Preis erstmals zwei Künstlerinnen und Künstler: Elisa Lohmüller und Daniel von Alkier, beide Studierende der ABK Stuttgart. Ihre Werke zeichnen sich durch eine experimentelle Herangehensweise an den Hochdruck aus.
Bisherige ausgezeichnete Künstlerinnen und Künstler:
- 2017 Jennifer König
- 2019 Lukas Weiß
- 2021 Jordan Madlon
- 2023 Julia Weißflog
- 2025 Elisa Lohmüller // Daniel von Alkier

### HAP-Grieshaber-Stipendium
Das HAP-Grieshaber-Stipendium wird seit 1994 alle zwei Jahre von der HAP-Grieshaber-Stiftung vergeben. Es richtet sich an vielversprechende Absolventinnen und Absolventen von Kunstakademien und Hochschulen sowie aufstrebende Künstlerinnen und Künstler aus ganz Deutschland. Das Stipendium umfasst einen 10-monatigen Aufenthalt in Reutlingen und stellt Atelier, Wohnung und finanzielle Unterstützung. Zum Abschluss werden die Arbeitsergebnisse in einer Ausstellung im Kunstmuseum gezeigt, begleitet von einer Publikation.
Geförderte Künstlerinnen und Künstler seit 2015:
- 2015 Heiko Wommelsdorf
- 2017 Aron Rauschhardt
- 2019 Constanze Vogt
- 2021 Çiğdem Aky
- 2023 Simone Eisele

## Leitungen des Kunstmuseum Reutlingen seit 1989
- 1989–2005: Beate Thurow
- 2005–2019: Herbert Eichhorn
- 2019–2024: Ina Dinter
- seit 2024: Stephan Rößler